# Guxhagen
Guxhagen é um município da Alemanha, situado no distrito de Schwalm-Eder, no estado de Hesse. Tem 26,25 km² de área, e sua população em 2019 foi estimada em 5.358 habitantes.